# Willem Penning
Willem Lodewijk Hendrik Penning (Delft, 27 december 1894 – Den Haag, 12 januari 1983) was een Nederlandse biljarter. Hij nam in seizoen 1933–1934 deel aan het nationale kampioenschap driebanden in de ereklasse.

## Deelname aan Nederlandse kampioenschappen in de Ereklasse
| Nr. | Kampioenschap        | Plaats  | Klassering | Alg. gemiddelde |
| --- | -------------------- | ------- | ---------- | --------------- |
| 1.  | Driebanden 1933–1934 | Haarlem | 6e         | 0,427           |